# 1014年
| 千纪： | 2千纪 |
| 世纪： | 10世纪 \| 11世纪 \| 12世纪                                                                                 |
| 年代： | 980年代 \| 990年代 \| 1000年代 \| 1010年代 \| 1020年代 \| 1030年代 \| 1040年代                             |
| 年份： | 1009年 \| 1010年 \| 1011年 \| 1012年 \| 1013年 \| 1014年 \| 1015年 \| 1016年 \| 1017年 \| 1018年 \| 1019年 |
| 纪年： | 甲寅年（虎年）；契丹開泰三年；北宋大中祥符七年；大理明启五年；越南順天五年；日本長和三年                   |

## 大事记
- 2月3日——八字鬍斯文去世，長子哈拉爾二世繼任丹麥國王，奧拉夫二世繼任挪威國王，埃塞爾雷德二世趁丹麥撤軍復辟英格蘭王國。
- 2月14日——教宗本篤八世加冕亨利二世为神圣罗马帝国皇帝。
- 7月29日——拜占庭帝國巴西爾二世和尼基弗魯斯·西菲亞斯將軍在克雷迪昂戰役（又稱貝拉西察戰役）出奇制勝擊敗了正在關隘設防的保加利亞第一帝國軍隊，全殲保加利亞沙皇薩穆爾主力，1.5萬保加利亞人被俘。巴西爾二世殘忍的將每100名保加利亞戰俘中的1名剜去一目在前帶路，99名剜去雙目一個牽一個，遣返回國，薩穆爾驚駭而死，戰後的保加利亞第一帝國徹底崩潰，於1018年被拜占庭帝國所滅。
- 遼國派蕭敵烈率軍攻打高麗通州和興化鎮等地，但被高麗將領鄭信勇和別將周演擊退。

## 逝世
- 2月3日（正月初七）——杨延昭，北宋将军（958年出生，56岁）
- 2月3日——八字鬍斯文，丹麥國王、英格蘭國王與挪威國王。
- 保加利亞的薩繆爾，保加利亞第一帝國從997年至1014年間的沙皇。